# 張学思
張 学思（ちょう がくし、チャン・シュエシー、1916年 - 1970年6月29日 ）は、中華人民共和国の軍人。中国人民解放軍海軍の少将。張作霖の四男で、張学良・張学銘の弟である。
周恩来の庇護を受け、海軍参謀長まで栄達したが、文化大革命で迫害された。

## 経歴
1928年、奉天同沢中学に入学。1931年、北平に転校。満洲事変後、抗日運動に参加する。1933年3月、「反帝大同盟」に加わり、同年4月、中国共産党に入党。党の指示により、東北軍第67軍特務大隊で兵運工作を行った。1934年7月、兄の張学良の紹介で、南京中央軍校第10期予備班に入校。1936年12月、西安事変後、中国国民党当局により逮捕されたが、間もなく釈放され勉学を続けた。1937年、軍校卒業後、東北軍第53軍に派遣され、排長（小隊長）、上尉参謀を務めた。党の指示により、上海、南京、漢口等の東北軍将官と連絡を取り、兄の釈放を訴えた。
1938年2月、兄の釈放活動の失敗後、八路軍駐武漢弁事処に赴き、周恩来と知り合った。周恩来は、張学思に対し、蔣介石が抗戦に消極的で、武漢の地も危険であるため、延安に移ることに決定したと語った。周恩来は、張学思の安全を保証するため、八路軍駐西安弁事処処長伍云甫写宛ての紹介文を親筆し、彼を延安に送り届けた。
1938年10月、張学思は、延安の馬列学院に入学し、その後、抗日軍政大学東北幹部隊長を務めた。1940年、晋察冀抗日根据地に赴任し、冀中軍区司令部参謀処長に任命された。1943年、冀中軍区副参謀長兼第一科科長、晋察冀軍区司令部参謀処長。1944年、晋察冀軍区平西軍分区参謀長、第11軍分区副司令員兼参謀長。
ソ連対日参戦後、東北に赴き、満洲国の奉天省公署を接収した遼寧省政府の主席となる。遼寧軍区司令員、東北行政委員会副主席等も歴任した。1949年4月、海軍学校創設の命を受け、安東海軍学校副校長となった。
中華人民共和国建国後、大連海軍学校副校長兼副政治委員に任命。1953年、海軍副参謀長に任命。1955年、少将に昇進。1956年、海軍の高級幹部養成のため、ソ連海軍アカデミー留学が予定されたが、ソ連側は張学思が軍閥の張作霖の息子であることを理由に異議を唱えた。周恩来はこれを知り、張学思が危険を冒して共産党に入党したこと、長期の闘争で鍛錬された優秀な軍人であること等をソ連側に説明し、ソ連側も張学思の受け入れに同意した。1958年、帰国後、海軍第一副参謀長、参謀長を歴任した。
文化大革命中、林彪は、でっち上げの罪名で張学思を逮捕した。1970年、張学思の病状は悪化した。周恩来は、彼を直ちに入院させるよう意見したが、李作鵬等がこれを妨害した。1970年6月29日、死去。
張学思が迫害されて死んだことを知った毛沢東、葉剣英は、真相解明を指示した。周恩来も、張学思迫害問題の調査を指示し、党第11回三中全会以後、中国共産党中央軍事委員会と海軍党委員会は、張学思を名誉回復した。